# Заморская
Заморская — деревня в Черемховском районе Иркутской области России. Входит в состав Алехинского муниципального образования. Находится примерно в 18 км к югу от районного центра.

## Население
| 2002 | 2010 | 2011 | 2012 |
| ---- | ---- | ---- | ---- |
| 133  | ↗141 | →141 | ↘138 |